# Connor Jaeger
Connor Jaeger (Hackensack, 30 aprile 1991) è un ex nuotatore statunitense.

## Palmarès
- Giochi Olimpici

Rio de Janeiro 2016: argento nei 1500 m sl.
- Mondiali

Barcellona 2013: bronzo nei 400 m sl.
Kazan 2015: argento nei 1500 m sl.
- Giochi PanPacifici

Gold Coast 2014: oro nei 1500 m sl, bronzo nei 400 m sl e negli 800 m sl.